# Symmeria paniculata
Symmeria paniculata är en slideväxtart som beskrevs av George Bentham. Symmeria paniculata ingår i släktet Symmeria och familjen slideväxter. Inga underarter finns listade i Catalogue of Life.